# Domitia (kvinna i antikens Rom)
Domitia (ibland Domitia Lepida den äldre för att skilja henne från hennes yngre syster Domitia Lepida den yngre), född före 6 f.Kr., död 59 e.Kr., var medlem av den julio-claudiska kejsarfamiljen. Hon var faster till kejsare Nero. 

## Biografi
Tidpunkten för Domitias födelse är okänd, men bör ha inträffat innan år 6 f.Kr. Hon beskrivs som elak och girig. Hon ägde fastigheter i Baiae och Ravenna samt trädgårdar strax utanför Rom. Det är inte klarlagt om det var hos Domitia eller hennes yngre syster som Nero bodde som barn under den tid hans mor Agrippina den yngre var landsförvisad.
Domitia var gift med Gajus Sallustius Crispus Passienus. Han ska ha varit hennes ombud i en tvist där hon var kärande och hennes bror Gnaeus Domitius Ahenobarbus svarande. Tvisten gällde en summa pengar. Crispus ska under rättegången ha anmärkt att tvisten gällde något som varken Domitia eller hennes bror egentligen hade något behov av. Domitia och Crispus skiljde sig ca 41 e.Kr., varpå Crispus gifte sig med Agrippina den yngre.
Domitia kan ha haft ytterligare två makar innan giftmålet med Crispus; Quintus Junius Blaesus, konsul 26 e.Kr. och Decimus Haterius Agrippa, konsul 22 e.Kr.. Med den förstnämnda kan hon ha fått sonen Junius Blaesus som var ståthållare av Gallia Lugdunensis under Vitellius regeringstid. Med den sistnämnda kan hon ha haft sonen Quintus Haterius Antoninus.
Domitia levde fortfarande under Neros regeringstid och dog år 59 e.Kr.. Enligt en anekdot gällande hennes död låg hon i sin sjuksäng på grund av svår förstoppning när Nero besökte henne. Hon ska då ha strukit hans fjuniga skägg och sagt att när hon fick hans avrakade skägg kunde hon dö i frid (Domitia syftade på en tradition där unga män rakade sig först i 20-års åldern). Nero ska då ha skämtat och till övriga närvarande ha sagt att han i så fall genast skulle raka av sig sitt skägg. Därefter ska han ha instruerat Domitias läkare att ge henne en dödlig dos laxerande.